# Codonodes rectigramma
Codonodes rectigramma är en fjärilsart som beskrevs av George Francis Hampson 1907. Codonodes rectigramma ingår i släktet Codonodes och familjen nattflyn. Inga underarter finns listade i Catalogue of Life.